# Posey County
Das Posey County ist ein County im US-amerikanischen Bundesstaat Indiana. Im Jahr 2010 hatte das County 25.910 Einwohner und eine Bevölkerungsdichte von 24,5 Einwohnern pro Quadratkilometer. Der Verwaltungssitz (County Seat) ist Mount Vernon.

## Geografie
Das County liegt im äußersten Südwesten von Indiana an der Mündung des Wabash River in den Ohio, die jeweils die Grenze zu Illinois und zu Kentucky bilden. Das Posey County hat eine Fläche von 1086 Quadratkilometern, wovon 28 Quadratkilometer Wasserfläche sind. An das Posey County folgende Nachbarcountys:
| White County (Illinois)    |                         | Gibson County               |
|                            |                         | Vanderburgh County          |
| Gallatin County (Illinois) | Union County (Kentucky) | Henderson County (Kentucky) |

## Geschichte

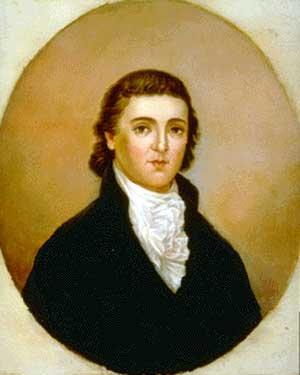
Thomas Posey

Das Posey County wurde am 7. September 1814 aus Teilen des Gibson Countys, Knox Countys und des Warrick Countys gebildet. Benannt wurde es nach Thomas Posey (1750–1818), einem General im Amerikanischen Unabhängigkeitskrieg und Gouverneur des Indiana-Territoriums (1813–1816).

Der erste Sitz der Countyverwaltung war in Blackford, in der nordöstlichen Ecke des Marrs Townships. 1817 wurde der Sitz nach Springfield verlegt. Nach Beschluss vom 12. Februar 1825 wurde Mount Vernon zum Sitz der Countyverwaltung gewählt.
Im Posey County liegt eine National Historic Landmark, der New Harmony Historic District. Insgesamt sind 19 Bauwerke und Stätten des Countys im National Register of Historic Places eingetragen (Stand 3. September 2017).

## Demografische Daten
Nach der Volkszählung im Jahr 2010 lebten im Posey County 25.910 Menschen in 10.446 Haushalten. Die Bevölkerungsdichte betrug 25,6 Einwohner pro Quadratkilometer. In den 10.446 Haushalten lebten statistisch je 2,47 Personen.
Ethnisch betrachtet setzte sich die Bevölkerung zusammen aus 97,2 Prozent Weißen, 0,9 Prozent Afroamerikanern, 0,2 Prozent amerikanischen Ureinwohnern, 0,3 Prozent Asiaten sowie aus anderen ethnischen Gruppen; 1,1 Prozent stammten von zwei oder mehr Ethnien ab. Unabhängig von der ethnischen Zugehörigkeit waren 1,0 Prozent der Bevölkerung spanischer oder lateinamerikanischer Abstammung.
23,7 Prozent der Bevölkerung waren unter 18 Jahre alt, 61,9 Prozent waren zwischen 18 und 64 und 14,4 Prozent waren 65 Jahre oder älter. 50,2 Prozent der Bevölkerung war weiblich.

Das jährliche Durchschnittseinkommen eines Haushalts lag bei 55.517 USD. Das Prokopfeinkommen betrug 26.983 USD. 8,4 Prozent der Einwohner lebten unterhalb der Armutsgrenze.

## Ortschaften im Posey County
City
- Mount Vernon

Towns
- Cynthiana
- Griffin
- New Harmony
- Poseyville

Unincorporated Communities
| - Barrett - Blairsville - Bufkin - Caborn - Erwin - Farmersville - Grafton | - Hepburn - Heusler - Hovey - Lippe - Marrs Center - Mud Center - Oliver | - Parkers Settlement - Prairie - Rapture - Red Bank - Saint Philip - Saint Wendel - Savah | - Solitude - Springfield - Stewartsville - Upton - Wadesville - West Franklin |

## Gliederung
Das Posey County ist in zehn Townships eingeteilt:
| Township          | Einwohner (2010) | FIPS     |
| ----------------- | ---------------- | -------- |
| Bethel Township   | 311              | 18-05014 |
| Black Township    | 9450             | 18-05428 |
| Center Township   | 1433             | 18-11584 |
| Harmony Township  | 1338             | 18-31504 |
| Lynn Township     | 895              | 18-45450 |
| Marrs Township    | 5177             | 18-47250 |
| Point Township    | 381              | 18-60858 |
| Robb Township     | 1881             | 18-65052 |
| Robinson Township | 3942             | 18-65124 |
| Smith Township    | 1102             | 18-70164 |